# Dolmen von Stenvad

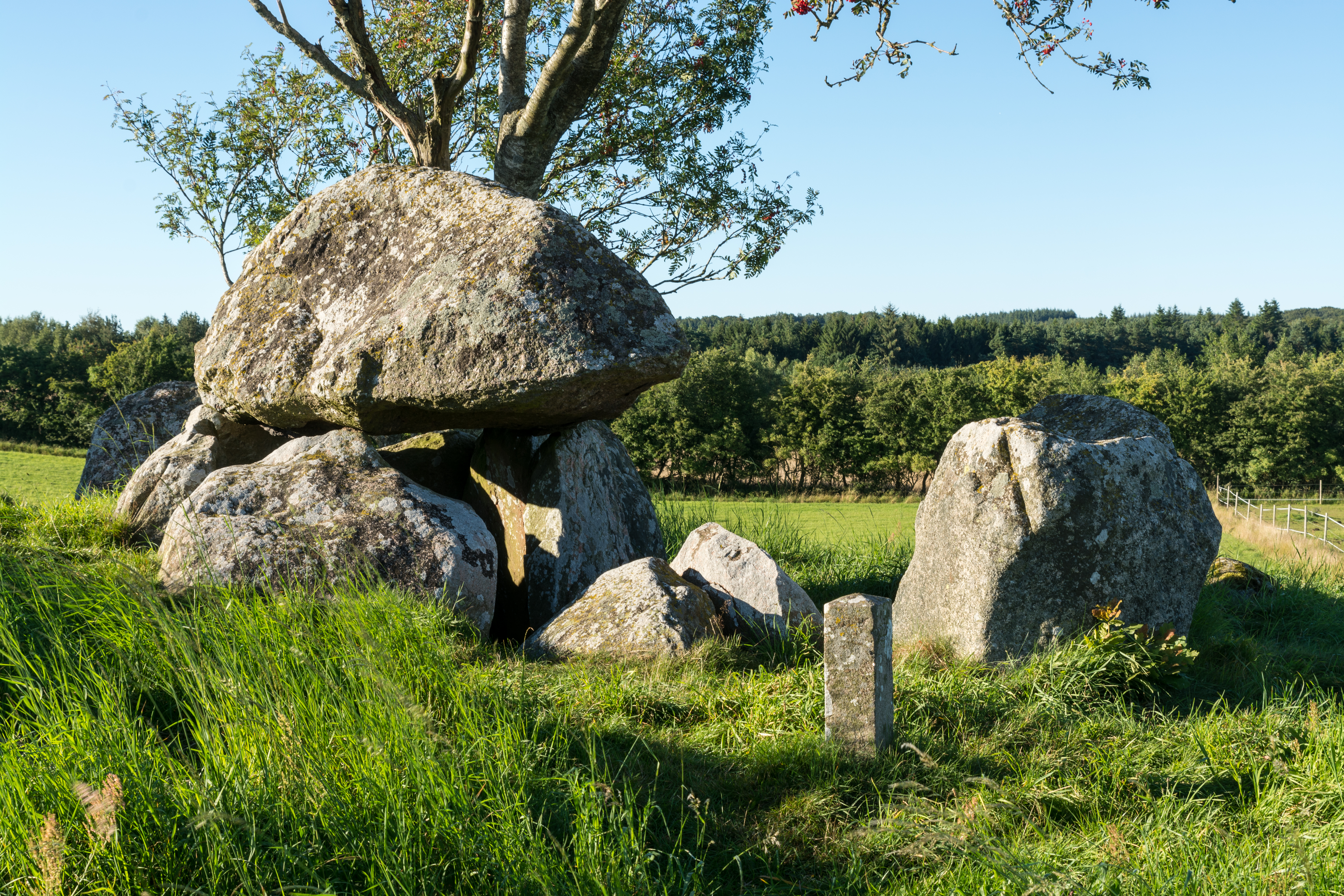
Dolmen von Stenvad

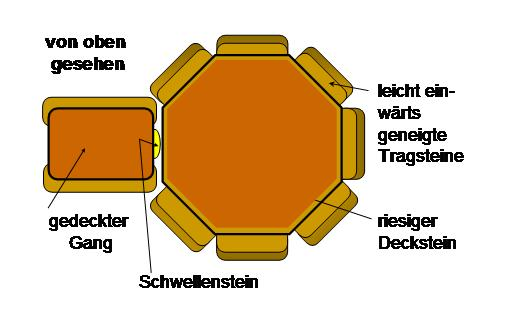
Grundrissschema eines Polygonaldolmens.

Der Dolmen von Stenvad ist ein Großsteingrab. Es liegt am Stendyssevej, etwa 1,5 km nordwestlich von Stenvad im Norden der ostjütländischen Halbinsel Djursland. Das Großsteingrab stammt aus der Jungsteinzeit etwa 3500–2800 v. Chr. und ist eine Megalithanlage der Trichterbecherkultur (TBK).

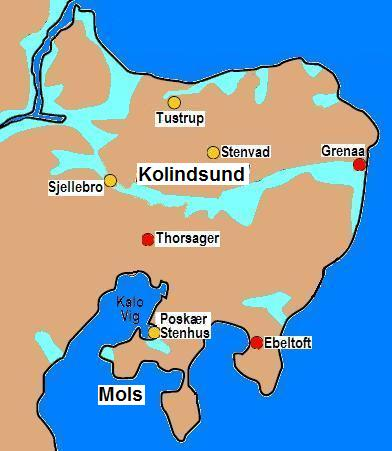
Karte von Djursland mit dem zentral gelegenen Stenvad.

Die Gegend ist reich an Dolmen und bildet in vielerlei Hinsicht das nördliche Gegenstück zu der Konzentration um das 20 km entfernte Nødager, südlich des Kolindsund. Das Gebiet war im Neolithikum eine Insel.

## Beschreibung
Der Dolmen ist eine von zwei Anlagen, die in einem etwa 19 m langen und 11 m breiten Nordost-Südwest orientierten Hünenbett lagen. Im südwestlichen Teil liegen die kärglichen Überreste eines zweiten Dolmens. Ein Detail dieser Struktur ist der erhaltene Schwellenstein am Übergang zwischen Kammer und Gang. 
Die erhaltene Kammer ist ein hexagonaler Polygonaldolmen, dessen Grundriss von den fünf großen Tragsteinen (drei davon tragend) und dem Schwellenstein im Zugang gebildet wird. Hexagonale Kammerrundrisse haben z. B. auch die Dolmen am Sognevejen in Nødager oder der Dolmen von Grovlegård. Das herausragende Merkmal ist der für Polygonaldolmen charakteristische, hier ausgeprägt übergroße, waagerecht aufliegende Deckstein. Von den Randsteinen des abgetragenen Hügels sind noch einige übrig. 
Der Dolmen von Stenvad ist undatiert, da keine archäologische Ausgrabung durchgeführt wurde. Die typischen Grabbeigaben in diesen Dolmen sind polierte Beile, die jungsteinzeitlichen „Markenzeichen“, Abschläge aus Feuerstein und reich verzierte Keramik der TBK.

## 50-Kronen-Schein
Der malerische Dolmen diente dem Zeichner Ib Andersen (1907–1969) als Vorlage für die Gestaltung der 50-Kronen-Banknote, die von 1957 bis 1975 in Umlauf war. Darum heißt er heute auch gern 50 Kroner Dysse.